# Tombe Fuling
Fuling (chinois : 福陵 ; pinyin : fú líng ; litt. « tombeau de la Fortune »), aussi connue sous le nom de tombe de l'est est le mausolée de Nurhaci (1559-1626), le fondateur de la dynastie Qing, et de sa femme l'impératrice Xiaocigao (1575-1603). Il se trouve au nord-est de Shenyang dans le Liaoning à 10 km du centre-ville. Il a été construit de 1629 à 1651 entre la rivière Hun et les monts Tianzu. Il a servi de site principal pour les cérémonies rituelles de la famille impériale pendant toute la période Qing.

## Description
Ce mausolée est un grand complexe architectural comportant une arche en pierre, une porte principale rouge, un chemin sacré, des animaux en pierre, un escalier de 108 marches, le pavillon de la stèle Shengongshengde, une salle de bains, une salle pour les fruits, une salle pour le thé, une salle d'attente, les portes Long'en et Lingxing, des halles, le pavillon brulant la soie, le pavillon Ming et la cité du trésor.
Fuling a été classé en 1988 dans la liste des monuments historiques de Chine (3-257) et a été intégré à la liste du patrimoine mondial en 2004 dans le groupe des tombes impériales des dynasties Ming et Qing.